# John Katko
John Michael Katko, född 9 november 1962 i Onondaga County, New York, är en amerikansk republikansk politiker. Han är ledamot av USA:s representanthus sedan 2015.
Katko utexaminerades 1984 från Niagara University och avlade sedan 1988 juristexamen vid Syracuse University.
Katko besegrade sittande kongressledamoten Dan Maffei i mellanårsvalet i USA 2014.
Den 14 januari 2022 meddelade Katko att han inte skulle söka omval 2022.
Han är gift med Robin och har tre barn.